# Loket (district de Sokolov)
Loket (en allemand : Elbogen ou Elnbogen ; en français vieilli Elnbogue ou Elnbogen), est une ville du district de Sokolov, dans la région de Karlovy Vary, en Tchéquie. Sa population s'élevait à 3 071 habitants en 2024.

## Géographie
Loket est arrosée par l'Ohre et se trouve à 7 km à l'est du centre de Sokolov, à 10 km au sud-ouest de Karlovy Vary et à 121 km à l'ouest de Prague.
La commune est limitée par Nové Sedlo et Hory au nord, par Karlovy Vary, Březová et Stanovice à l'est, par Cihelny, un quartier exclavé de Karlovy Vary et Horní Slavkov au sud, et par Sokolov et Staré Sedlo à l'ouest.

## Histoire
Le château de Loket a été probablement construit à la fin du XIIe siècle. Il est mentionné en 1234 comme le château de la frontière du royaume de Bohême.
En 1471, durant les guerres hussites, la ville fut prise une première fois par Albert de Saxe, une seconde fois en 1504, de nuit, par Georges de Saxe qui brûla 70 maisons. Après la paix, Elnbogen (nom de cette époque) est annexée à la couronne de Bohême.
En 1742, durant la guerre de Succession d'Autriche les troupes françaises prennent la ville (siège d'Elnbogen).

## Galerie

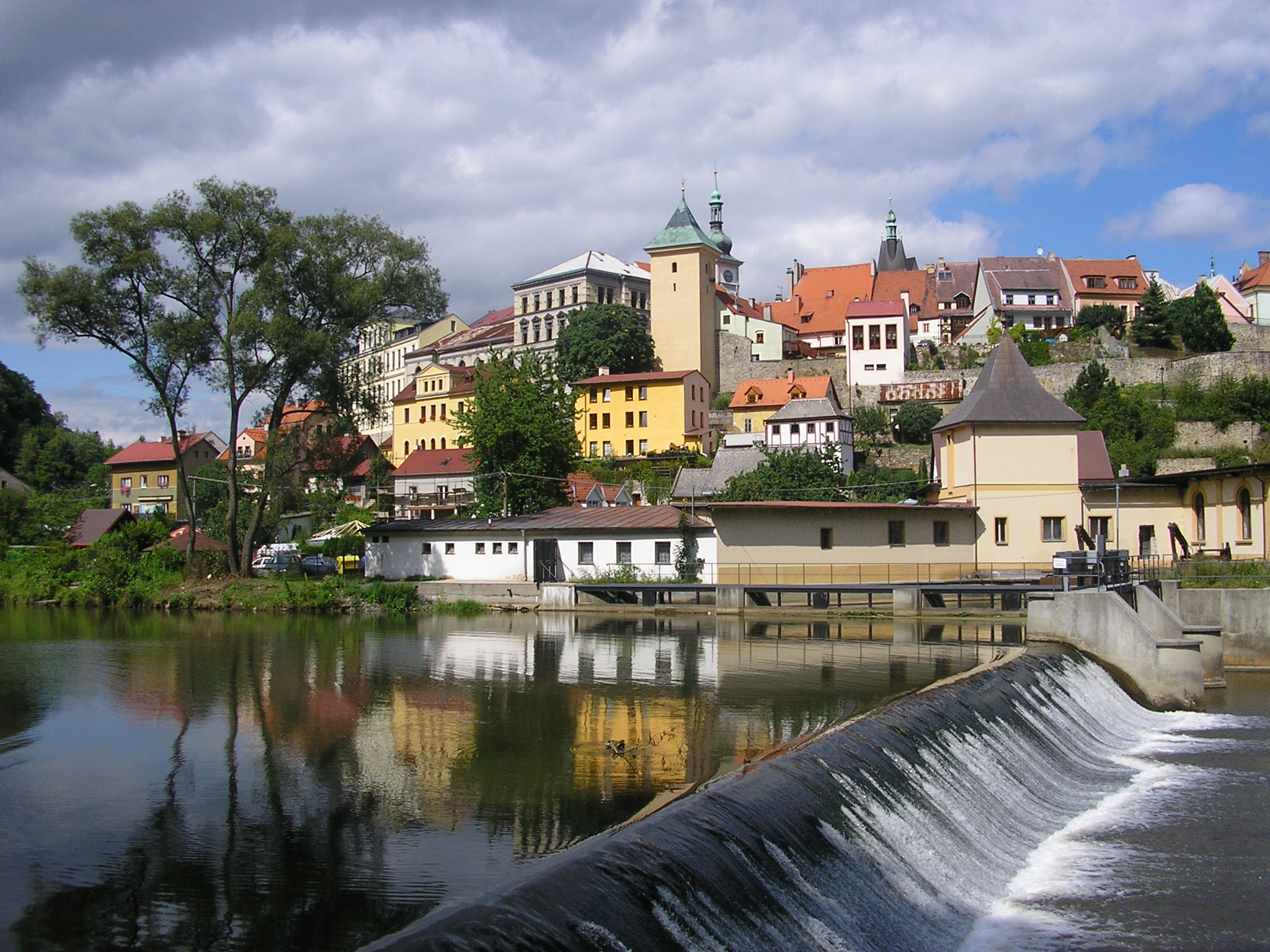
L'Ohře à Loket.
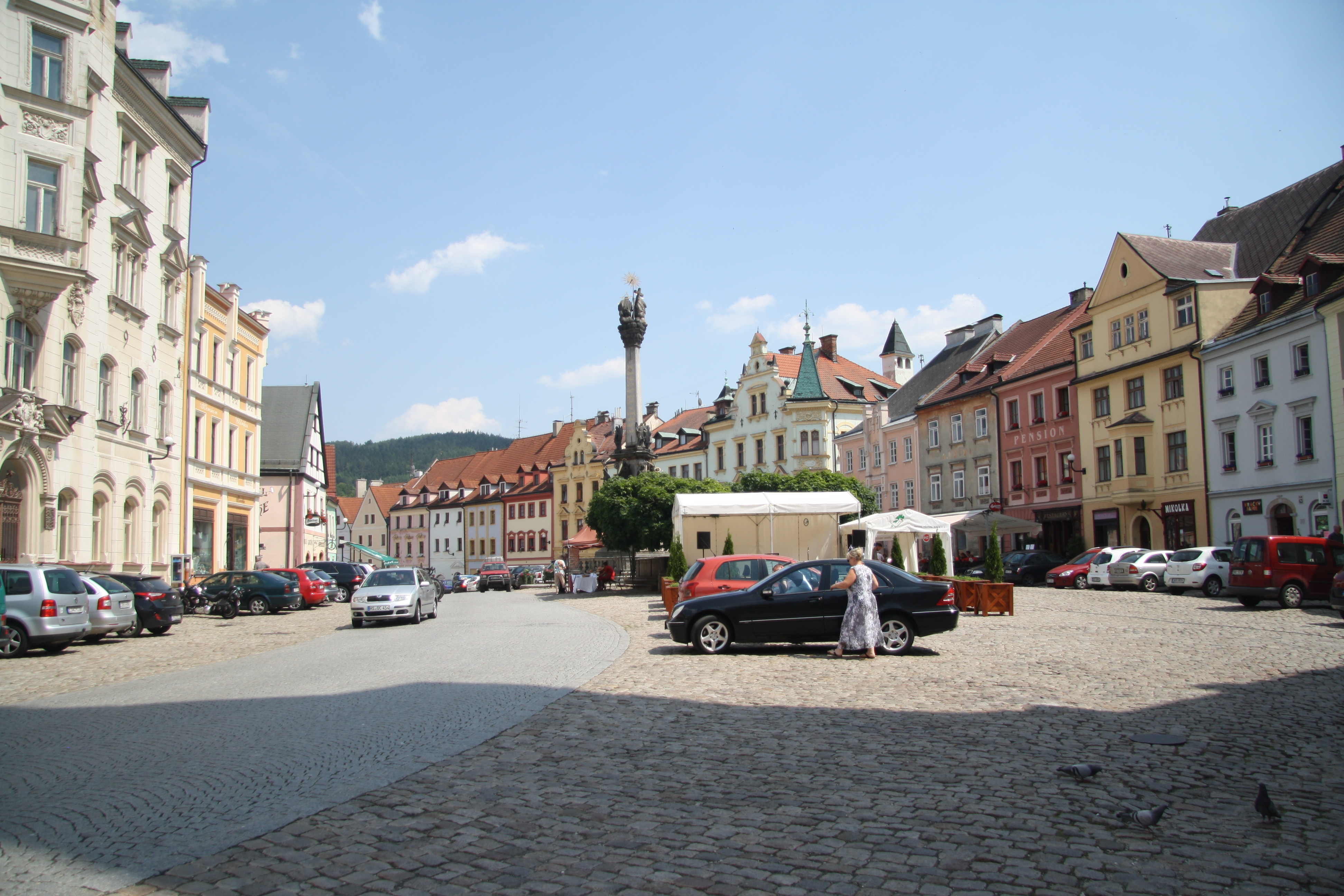
Place T.G. Masaryk.

## Transports
Par la route, Loket se trouve à 9,5 km de Sokolov, à 13,5 km de Karlovy Vary et à 141 km de Prague.

## Anecdote
C'est à Loket que fut tournée une scène du film Casino Royale (2006) de Martin Campbell : Bond et Vesper rencontrent Mathis pour la première fois, après leur arrivée en Aston Martin DBS.